# Papilio charopus
Papilio charopus är en fjärilsart som beskrevs av John Obadiah Westwood 1843. Papilio charopus ingår i släktet Papilio och familjen riddarfjärilar. Inga underarter finns listade i Catalogue of Life.

## Bildgalleri

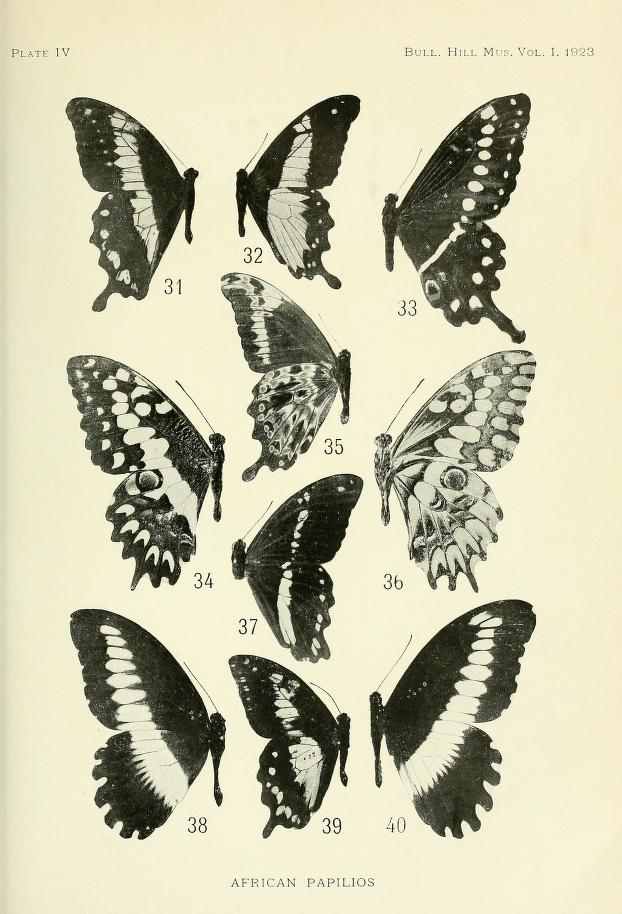
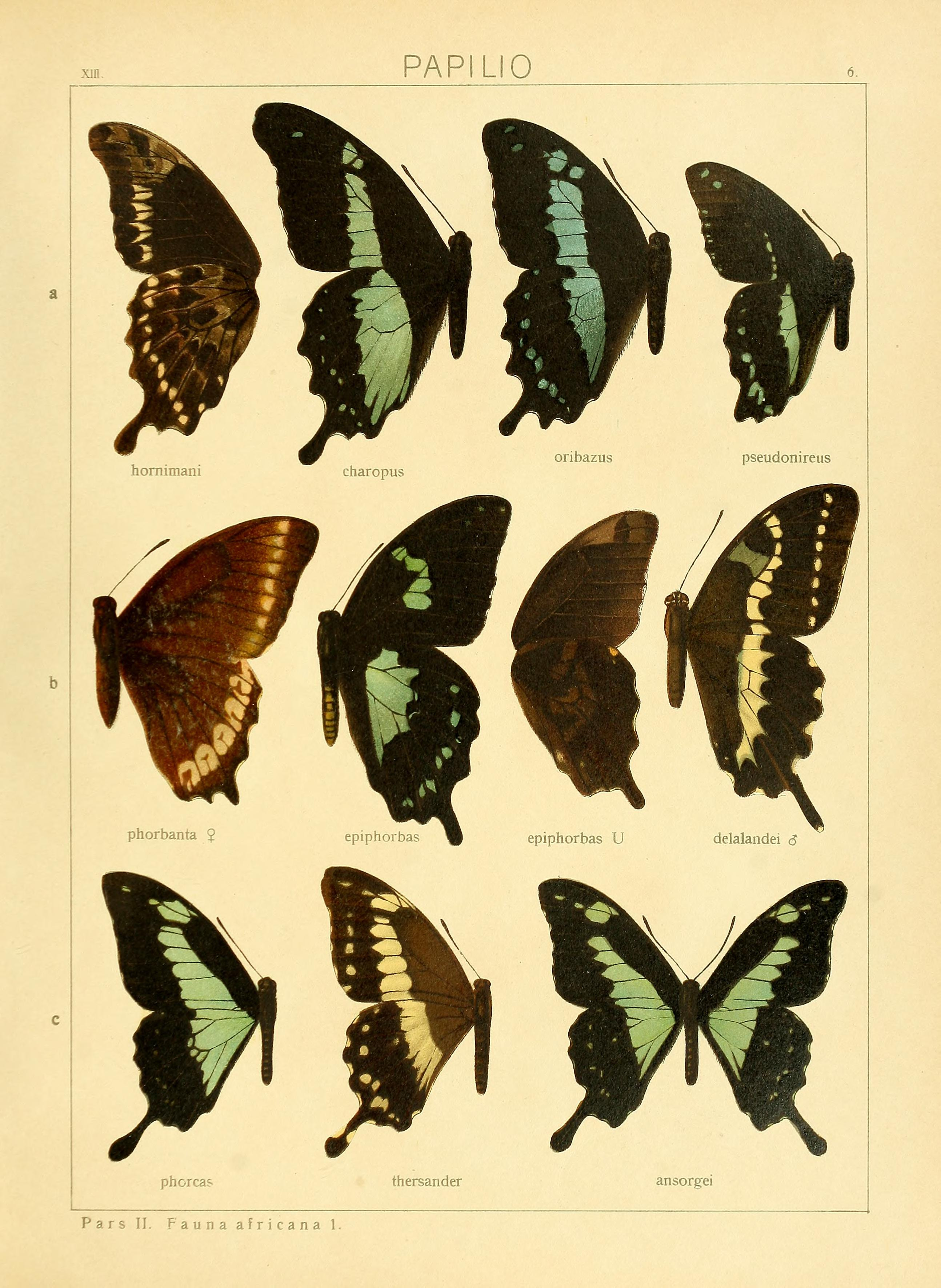